# 伊內格爾
伊內格爾（土耳其語：İnegöl）是土耳其的城市，由布爾薩省負責管轄，位於該國西北部，距離布爾薩30公里，面積1,006平方公里，海拔高度293米，主要經濟活動是工業，2010年人口168,419。